# إرنست جورج رافنشتاين
إرنست جورج رافنشتاين (30 ديسمبر 1834 - 13 مارس 1913) كان مصممًا جغرافيًا ورسام خرائط ألمانيًا إنجليزيًا. كجغرافي لم يكن مسافرًا بقدر ما كان باحثًا ؛ قادت دراساته بشكل رئيسي في اتجاه رسم الخرائط وتاريخ الجغرافيا.
ولد رافنشتاين في فرانكفورت، ألمانيا، لعائلة من رسامي الخرائط. قضى معظم حياته البالغة في إنجلترا في منزل في لورن رود، لامبث، لكنه توفي في ألمانيا، مسقط رأسه، في 13 مارس 1913.